# Qysyl-Agasch-Damm
Der Qysyl-Agasch-Damm war ein Staudamm außerhalb des Dorfes Qysyl-Agasch in Kasachstan.
Am 11. März 2010 brach der Damm und verwüstete das Dorf. Zunächst wurde von 34 bis 35 Toten gesprochen (darunter waren 10 Männer, 16 Frauen und sieben Kinder), in anderen Quellen hieß es, mindestens 40 Menschen seien dabei getötet worden. Weitere 300 Menschen wurden zum Teil schwer verletzt und über 1500 Menschen mussten die Gegend verlassen. Hunderte Häuser wurden demoliert, 44 Personen, davon 16 Kinder, kamen ins Krankenhaus.

## Unglück
Der Damm, der einen künstlichen See aufstaute, brach nach sintflutartigen Regenfällen, welche mehrere Tage anhielten. Schneeschmelze, die durch einen schnellen Temperaturanstieg eintrat, ließ den Damm dann vollständig brechen.
Der unerwartete Dammbruch erzeugte Flutwellen mit einer Höhe von bis zu 2 Metern. Eine Autobahnbrücke, welche die Millionenstadt Almaty mit Öskemen nahe der russischen Grenze verband, wurde vollständig zerstört.
Mehr als 600 Hilfskräfte wurden eingesetzt, um die Trümmer zu beseitigen und um notdürftige Zeltlager aufzubauen. Sicherheitskräfte waren in Alarmbereitschaft, um gegen mögliche Plünderungen vorzugehen. Es wurde ein Feldlazarett eingerichtet, damit man die große Menge an Verletzten versorgen konnte. Des Weiteren wurden Soldaten der kasachischen Armee eingesetzt. Der kasachische Ministerpräsident, Kärim Mässimow, reiste persönlich in das Krisengebiet, um sich von der dortigen Lage ein Bild zu machen.
Bei den Rettungsmaßnahmen kam es jedoch zu einem erneuten Unglück, als ein Rettungshubschrauber mit Rettungskräften an Bord auf dem Weg in das zerstörte Dorf Qysyl-Agasch war und aus bislang ungeklärter Ursache abstürzte. Alle sechs Besatzungsmitglieder und die beiden Piloten kamen dabei ums Leben.
Der kasachische Präsident Nursultan Nasarbajew kündigte an, ein Expertenteam in das Gebiet zu schicken und das Unglück untersuchen zu lassen. Außerdem sagte er, dass zukünftige Dammbauten stärker von der Regierung überwacht würden und die Nichteinhaltung gesetzlicher Bestimmungen harte Strafen nach sich ziehen würde. Der Staudamm war in Privatbesitz.
Die Regierung kündigte an, rund 600 Millionen Tenge (ca. 3 Millionen €) für den Wiederaufbau zur Verfügung zu stellen und um den Betroffenen Hilfe zu gewährleisten.
Am darauf folgenden Tag brach im benachbarten Audan Qaratal bei dem Ort Schylbulak ein weiterer Damm durch dieselbe Ursache. Alle 820 Einwohner konnten jedoch rechtzeitig gerettet werden.